# August Eighteen
August Eighteen è l'album di debutto della cantante danese Clara, pubblicato il 24 agosto 2018 su etichetta discografica Sony Music Entertainment Denmark.

## Tracce
1. Slippin' – 3:27
2. Liar – 2:58
3. Good to You – 3:26
4. Foolish – 3:07
5. Suffocating – 3:46
6. Unsaid – 3:37
7. What They Say – 3:04
8. Forgive Me – 3:27
9. Stop Pretending – 2:16

## Classifiche
| Classifica (2018) | Posizione massima |
| ----------------- | ----------------- |
| Danimarca         | 24                |